# Agent Provocateur (album)
Agent Provocateur – piąty album wydany przez zespół rockowy Foreigner, wydany w 1984. Na płycie znajduje się największy przebój grupy I Want to Know What Love Is.

## Lista utworów
1. "Tooth and Nail" – 3:54
2. "That Was Yesterday" – 3:46
3. "I Want to Know What Love Is" (Jones) – 5:04
4. "Growing Up the Hard Way" – 4:18
5. "Reaction to Action" – 3:57
6. "Stranger in My Own House" (Jones) – 4:54
7. "A Love in Vain" – 4:12
8. "Down on Love" – 4:08
9. "Two Different Worlds" (Gramm) – 4:28
10. "She's Too Tough" – 3:07

## Twórcy
- Dennis Elliott – perkusja, wokal
- Rick Wills – gitara basowa, wokal
- Lou Gramm – pierwszy wokal, perkusja
- Mick Jones – gitara, instrumenty klawiszowe, wokal